# أدلم
أدلم (الاسم العلمي Adlumia)، جنس نباتات حولية طبية من فصيلة الخشخاشية أنواعه اثنان. سيقانها عارشة. أوراقها مركبة ريشية، نصلها جميل الخضار. سُميت على جون أدلوم رائد (1759–1836) ثقافة زراعة العنب في الولايات المتحدة. أعطانها شرق الولايات المتحدة وشرق كندا. وهي أصيلة في كوريا والمناطق المجاورة من الصين حتى جنوب شرق روسيا.